# مخدوم شهاب الدين
مخدوم شهاب الدين (ولد في 7 أبريل 1947 في رحيم يار خان) سياسي باكستاني، عضو الجمعية الوطنية لباكستان منذ فبراير 2008 وحتى الآن. شغل مناصب وزير المالية والصحة والصناعات النسيجية. ينتمي إلى حزب الشعب الباكستاني.
بعد إدانة رئيس وزراء السابق يوسف رضا غيلاني بازدراء القضاء في 19 يونيو 2012 من قبل المحكمة العليا للباكستان والحكم بعدم أهليته لشغل منصب رئيس الوزراء، رشح حزب الشعب مخدوم شهاب الدين لرئاسة الحكومة.
وفي يوم تعيينه رئيساً للوزراء أصدرت محكمة مكافحة المخدرات أمراً باعتقاله مع منع إطلاق سراحه بكفالة. وفي اليوم التالي، 22 يونيو 2012، سحب الحزب الحاكم ترشيحه ورشح راجه برويز أشرف الذي حصل على أغلبية الأصوات في الجمعية الوطنية.